# Ђакомо Касадеј
Ђакомо Касадеј (итал. Giacomo Casadei; 23. мај 2002) санмарински је пливач чија специјалност су трке прсним стилом. 

## Спортска каријера
Први наступ на међународној сцени је имао на европскм јуниорском првенству у Хелсинкију 2018. где је наступио у све три појединачне трке прсним стилом. Захваљујући специјалној позивници ФИНА-е наступио је на светском првенству у корејском Квангџуу 2019, што је уејдно био и његов дебитантски наступ у сениорској конкуренцији. У Квангџуу је Касадеј пливао у квалификацијама на 50 прсно (58. место) и 100 прсно (69. место), поставившпи у обе трке нове националне рекорде. 
Почетком децембра 2019. наступио је и на европском првенству у малим базенима у Глазгову. 